# کوندراتس
کوندراتس (به چکی: Kondrac) یک منطقهٔ مسکونی در جمهوری چک است که در ناحیه بنشوو واقع شده‌است.